# Трен (футбольный клуб)
«Трен» (порт.-браз. Trem Desportivo Clube) — бразильский футбольный клуб, представляющий город Макапа из штата Амапа. В 2022 году клуб выступал в Серии D Бразилии.

## История
Клуб основан 1 января 1947 года, домашние матчи проводит на арене «Зеран», вмещающей 10 000 зрителей и расположенной на линии экватора. Название «Трен» в переводе с португальского означает «поезд», оно было получено по наименованию района города Макапа, где он был основан. Вследствие своего названия талисманом и прозвищем клуба является локомотив.
«Трен» семь раз побеждал в чемпионате штата Амапа и однажды становился вице-чемпионом. В 2004 году клуб выступал в Серии C Бразилии, где дошёл до второго раунда и занял 31-е место.
Пять раз «Трен» принимал участие в розыгрыше Кубка Бразилии, но каждый раз вылетал в первом раунде. В 2011 году клуб дебютировал в Серии D чемпионата Бразилии.

## Достижения
- Чемпион Лиги Амапаэнсе (7): 1952, 1984, 2007, 2010, 2011, 2021, 2022
- Вице-чемпион Лиги Амапаэнсе (3): 1992, 2015, 2016